# Thompson Point
Der Thompson Point ist eine Landspitze an der Oates-Küste des ostantarktischen Viktorialands. Sie ragt als nordwestliche Ausläufer der Kavrayskiy Hills in den westlichen Teil der Mündung des Rennick-Gletschers in die Somow-See.
Der United States Geological Survey kartierte sie anhand eigener Vermessungen und Luftaufnahmen der United States Navy aus den Jahren von 1960 bis 1962. Das Advisory Committee on Antarctic Names benannte sie im Jahr 1970 nach dem Biologen Max C. Thompson, der von 1966 bis 1967 im Rahmen des United States Antarctic Research Program auf der McMurdo-Station tätig war.